# Touro I
Touro I era um faraó (rei) do Antigo Egito, que reinou em data incerta em algum momento entre o final de Nacada IIc e começo de Nacada IIIa (3500–3220/3200 a.C.). Seu nome foi achado num grafite nos Colossos de Copto encontrados no templo do deus Mim em Copto e cerâmicas do Túmulo U-j de Abidos de Escorpião I. Em sua reconstrução, Günter Dreyer estipulou que reinou após Elefante e antes de Boi I. Touro, e demais, são historiograficamente agrupados na dinastia 00. Outros estudiosos, como Francesco Raffaele, trabalham com a hipótese de que, na verdade, Touro pode ser o nome de um lugar ou outra coisa.
Em Gebel Tjauti, há um grafite de Escorpião I capturando um indivíduo, talvez um rei local, atrás do qual aparece um suposto estandarte de touro. Talvez seja uma referência à captura desse faraó, cuja sede de poder poderia ter sido Nacada (segundo sugestão de Francesco Raffaele), mas todas essas associações são mera suposição.